# Evropská silnice E83
Mezinárodní silnice E83 je evropská silnice, která vede severním Bulharskem a propojuje silnice E85 a E79 přes Pleven. Je vedena převážně po obyčejné silnici, ale většinou mimo obce. Je součástí páteřní trasy Bukurešť–Ruse–Sofie; do 80. let šlo o úsek silnice E20.

## Trasa
Bulharsko
- E85 (Bjala/Polsko Kosovo) – Pleven – Lukovit – Zlatna Panega – E772 –
- Jablanica – Botevgrad (E79)